# Felix Salten
Felix Salten   (Pest, 6 de setembre de 1869 - Zúric, 8 d'octubre de 1945) fou un escriptor i crític literari austríac, nascut com a Siegmund Salzmann. La seva obra més famosa és Bambi, una vida al bosc, que va ser adaptada a la pel·lícula d'animació Bambi per Walt Disney Productions el 1942. Quan tenia tres anys la seva família va emigrar a Viena juntament amb d'altres jueus que ho van fer a finals del segle xix quan aquesta ciutat els va reconèixer la ciutadania completa el 1867.

## Biografia
Salten va néixer com a Siegmund Salzmann el 6 de setembre de 1869 a Pest, Àustria-Hongria. El seu pare era Fülöp Salzmann, empleat de l'oficina de telègrafs de Pest; la seva mare era Maria Singer. D'adolescent, Felix va canviar el seu nom a Salten per semblar menys jueu, i va considerar convertir-se al catolicisme a causa de l'antisemitisme que patia per part dels seus veïns i companys d'escola austríacs.  Va començar a enviar poemes i revisions de llibres a diverses publicacions. Va ser part del moviment "Jove Viena" (Jung Wien) i aviat va ser contractat a temps complet com a crític d'art i teatre. El 1900 va publicar la seva primera col·lecció d'històries curtes i el 1901 va fundar el primer cabaret literari de Viena, tot i que va durar poc. Molt aviat va començar a publicar, de mitjana, un llibre per any de guions, històries curtes, novel·les, llibres de viatges i col·leccions d'assajos. També va escriure per a gairebé tots els periòdics importants de Viena. Va escriure guions de cinema i llibrets per a operetes. El 1927 va ser president de la secció austríaca del PEN.
La seva obra més famosa és Bambi, una vida al bosc, escrita el 1923. Kathryn Schulz, de The New Yorker, va afirmar que Bambi "va fer famós Salten". Es va traduir a l'anglès el 1928 i el 1933 va vendre els drets de la pel·lícula als estudis Walt Disney per 5.000 dòlars. Disney va estrenar la seva adaptació cinematogràfica el 1942. La pel·lícula va esdevenir molt més destacada que el llibre, i Schulz va comentar que això significava que, com a resultat, "feia que [Salten] fos pràcticament desconegut" i que també feia que la novel·la original fos "obscura".
La vida a Àustria es va fer perillosa per als jueus prominents a partir de la dècada del 1930 i Adolf Hitler va prohibir els llibres de Salten el 1936. El 1939 després que Àustria s'incorporés a Alemanya, Salten va emigrar a Zúric (Suïssa), on va viure fins a la seva mort.
Va estar casat amb l'actriu Ottilie Metzl, i va tenir dos fills, Paul i Anna-Katherina. Va escriure un altre llibre basat en el personatge de Bambi titulat "Els fills de Bambi: La història d'una família del bosc" el 1939. Les seves novel·les "Perri" i "El gos de Florència" van inspirar també les pel·lícules de Disney "Perri" i "The Shaggy Dog".
Salten és també considerat l'autor de la novel·la eròtica Josephine Mutzenbacher: The Life Story of a Viennese Whore, as Told by Herself,, l'autobiografia fictícia d'una prostituta vienesa, publicada el 1906.
Inspirat pel seu company jueu austríac Theodor Herzl, Salten es va convertir en un ferm defensor del moviment sionista, que apel·lava al sentit d'autoapoderament de Salten. Salten va escriure anònimament una columna per al diari de Herzl, Die Welt , va publicar un extens perfil de Herzl després de la seva mort el 1904 i va parlar en esdeveniments patrocinats per la Societat Bar Kochba juntament amb Martin Buber. Salten era un àvid caçador.

## Traduccions catalanes
- Bambi. Història d'una vida del bosc. Traducció de Montserrat Camps Gaset. Martorell: Adesiara Editorial, 2024.